# Rocar
 (mars 2018).
 (mars 2018).
Si vous disposez d'ouvrages ou d'articles de référence ou si vous connaissez des sites web de qualité traitant du thème abordé ici, merci de compléter l'article en donnant les références utiles à sa vérifiabilité et en les liant à la section « Notes et références ».
La société Rocar S.A. était une entreprise réputée de carrosseries industrielles créée en 1951 à Bucarest, en Roumanie. Elle a fabriqué sous licence un nombre très important d'autobus, autocars et trolleybus qui ont équipé le pays. Elle a disparu en 2004.
C'est par la décision de loi no 1254 du 1er décembre 1990 concernant la création de sociétés commerciales dans l'industrie, que l'ancienne entreprise d'État Autobuzul de Bucarest a été transformée en société par actions Rocar S.A.

## Histoire
À sa création en 1951, la société a d'abord été appelée Tudor Vladimirescu puis, Autobuzul et enfin Rocar S.A.. C'était, à l'époque, l'unique constructeur de véhicules de transport de passagers et de véhicules légers de Roumanie. 
La construction d'autobus a commencé en 1955, avec le modèle MTD, qui a été produit en série depuis 1955 dans l'usine « Vulcan » à Bucarest. L'autobus reposait sur le châssis du camion SR 101 et avait une capacité de 60 passagers.
En 1957, l'usine élargit sa gamme avec l'assemblage et la fabrication sous licence de trolleybus, minibus, ambulances et petits camions dont les carrosseries étaient toutes réalisées et parfois conçues par l'entreprise. Les premières modèles portaient la marque T.V. - Tudor Vladimirescu, qui deviendra Rocar - voiture roumaine.
En 1958, l'usine commence la production des modèles Tudor Vladimirescu TV-4 et TV-5 pour le transport de passagers et de marchandises de faible tonnage. Basés sur le modèle IMS M461, ces modèles ont connu plusieurs dérivés : minibus, fourgons, ambulances, etc., équipés du moteur IMS de 50 Ch autorisant une vitesse maxi de 80 km/h. À partir de 1964, le moteur M207 B de 70 Ch portant la vitesse maximale à 100 km/h a été monté sur les modèles TV-41 et TV-51.
Certains modèles, en particulier les TV12, TV14C, TV15C, TV14, TV35 et TV41 ont été exportés dans les pays du Comecon (bloc socialiste) : Tchécoslovaquie, République Démocratique Allemande, Hongrie, Pologne, etc. ainsi qu'en Amérique du Sud. Quelques rares exemplaires sont immatriculés dans des pays occidentaux. Dans les années 1970, la société signe un accord de coopération avec le groupement Raba-Man pour fabriquer sous licence des autobus et des autocars. À la fin des années 1980, elle commence la production d'autobus et trolleybus articulés ainsi que des mini et midibus. 
Les premiers petits autobus utilisaient le châssis et le moteur ARO M461. En 1962, ces bus étaient équipés de moteurs de 70 Ch. Deux ans plus tard, les modèles TV-41 et TV-51 sont lancés. Ils ont eu une nouvelle carrosserie et diverses améliorations techniques. Depuis 1973, tous les modèles TV ont été équipés de moteurs diesel D 127, également utilisés sur plusieurs modèles Aro.
En 1972, Rocar a produit une gamme de bus basés sur des modèles MAN, ces bus en cours d'élaboration dans les années à venir en élargissant la gamme de transport automobile.
En 1973, la première production en série de moteur ARO TV-12 L 125 80 HP et le moteur diesel TV-14 D ARO 127 et 127 à la fois hp L 68. TV-15 est entré en production en 1983 et est entrée des modèles de production TV-35, ils sont dérivés sont des modèles TV-12 et TV-14 en augmentant la charge utile 1 500 kg de cette même période équipée de pneus jumelés à l'essieu arrière, augmentant la charge utile à 1 900 kg.
Le système économique socialiste des années 1980 ainsi que la pénurie récurrente de matières premières et de pièces détachées, ont eu un impact négatif sur les produits Rocar, victimes d'une piètre qualité alors que les produits de meilleure qualité étaient destinés à l'exportation surtout vers l'URSS (Ukraine) et la Bulgarie, avec les trolleybus 117 et 217 CAD, dont beaucoup ont été modifiés localement, et en Colombie. La République Démocratique Allemande et la Tchécoslovaquie ont acquis les derniers modèles Rocar en 1988-1989. 
Dans les années 1980, la société a eu un différend avec le constructeur hongrois Ikarus, qui a accusé Rocar d'avoir copié le modèle d'autobus Ikarus 280, ce qui a été prouvé par la suite. Le conflit a été remporté par Ikarus en 1996 qui a perçu de gros dommages financiers. 
Jusqu'à la fin des années 1980, Rocar Bus était le seul fournisseur de bus, trolleybus et véhicules de transport légers en Roumanie. Les importations étaient interdites ou très restreintes, les seules dérogations ne concernaient que les véhicules spéciaux qui ne pouvaient être fabriqués localement sous licence. Rocar disposait d'un monopole en Roumanie dans les véhicules de transport de personnes et de marchandises. Mais cela changea dès 1990 avec la chute du régime communiste et la libéralisation du marché. De très nombreux véhicules ont pu être importés et ont envahi le marché roumain, des véhicules neufs, mais surtout d'occasions récentes.
Les années 1990 n'ont pas été les plus simples pour l'ex-entreprise d'État Rocar S.A.. Au cours de cette période, la société a perdu presque tous ses clients, en particulier les sociétés de transport publics. Les productions Rocar, chères par rapport aux produits concurrents, étaient souvent obsolètes et de mauvaise qualité ce qui accrut l'importation massive d'autobus et de véhicules utilitaires. 
Pour essayer de redresser cette situation, en 1994 Rocar S.A. achète la licence de fabrication d'un tout nouveau autobus du constructeur italien De Simon Bus qui sera baptisé Rocar De Simon 412. En 1995, en association avec De Simon, ils remportent l'appel d'offres de la RATB (Compagnie des transports urbains de Bucarest) et la Mairie de Bucarest pour la fourniture de 400 autobus urbains. Rocar a pu ainsi bénéficier de la technologie du constructeur italien pour mettre à niveau sa production. Les trolleybus dérivés de l'autobus De Simon, en version 12 mètres et articulé de 18 mètres ont également été fabriqués, mais en petit nombre. 
Après 1995, les compagnies de transports urbains n'ont acheté que 14 autobus Rocar : 2 ex de 312E, 9  512E, 2  412E, et un seul 812E. Les autres véhicules étaient des modèles du concurrent Astra Bus Arad Ikarus IK415T, à cause de leur prix inférieur et d'une capacité de production plus élevée. Ce contrat avec RATB a montré le désintérêt pour les productions Rocar en dehors des compagnies publiques de transports urbains et quelques entreprises de transport. Rocar a également dû faire face, après la libéralisation des importations en 1990, à l'apparition de deux concurrents en Roumanie : Astra Bus Arad - lié au géant italien Irisbus et GrivBus Bucarest - Ilfov, qui ont pu produire et/ou assembler localement des autobus et des trolleybus avec quelques composants fabriqués en Roumanie, mais disposant de capacités de production plus importantes et offrant une excellente qualité, avec des prix compétitifs. Bien que les produits construits sous licence De Simon Bus par Rocar étaient de très bonne qualité avec des technologies modernes, ils n'ont pas connu le succès escompté, achetés principalement par les compagnies publiques de transport urbain et un petit nombre d'autres entreprises de transport dans le pays, ils ont souffert de l'image dégradée du constructeur roumain. 

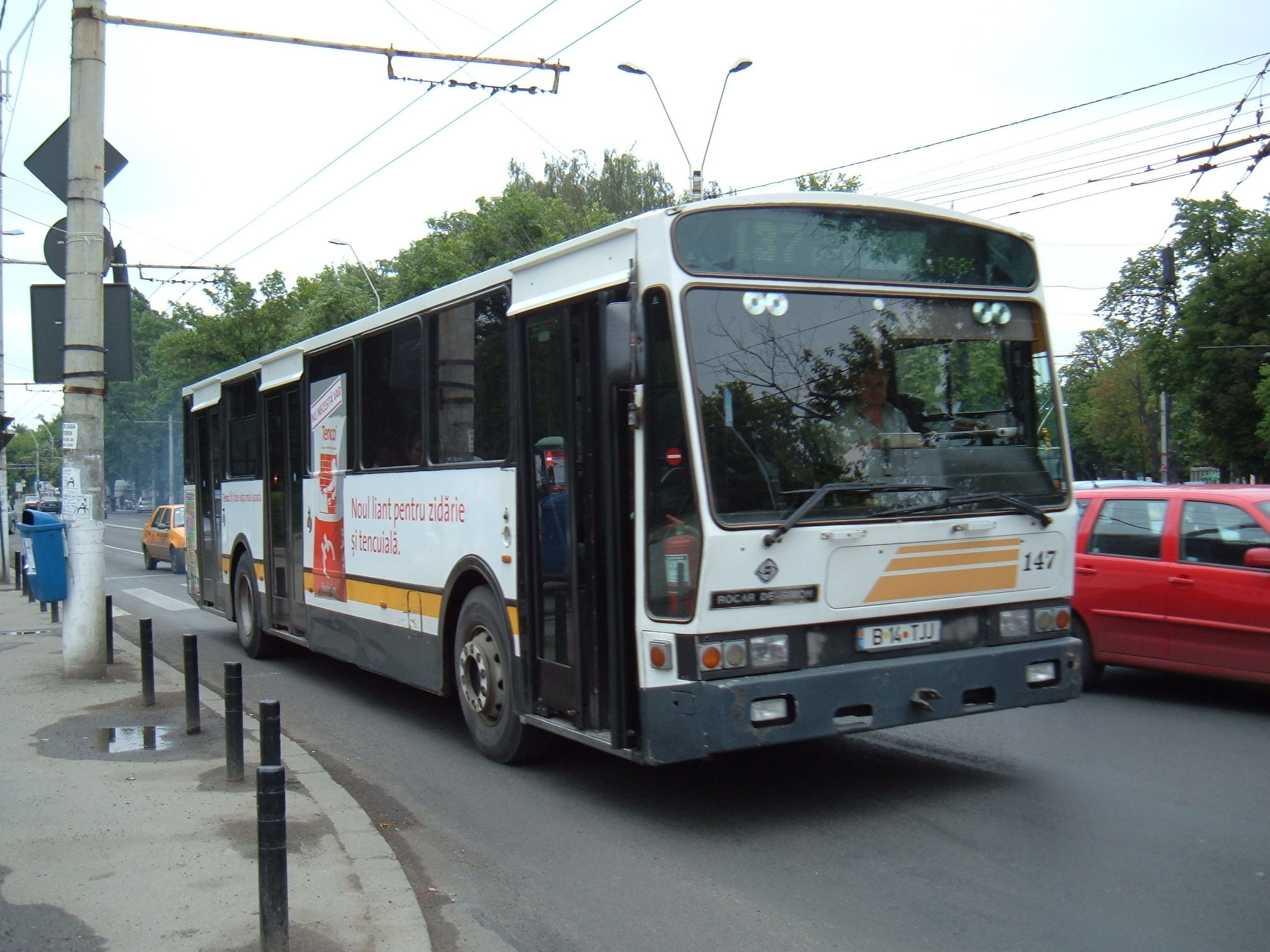
Autobus Rocar De Simon 412 à Bucarest

En 1998, Rocar lance ses premiers autobus à plancher plat surbaissé fabriqués sous licence italienne Autodromo BusOtto, rebaptisés Rocar 812. Seulement deux exemplaires ont été fabriqués en version autobus diesel standard, un trolleybus de 12 mètres et un articulé de 18 mètres achetés par la RATB. Ce manque de succès a été attribué à leur coût de production et au manque de confiance dans la marque roumaine. Sa mauvaise gestion après sa transformation en S.A. et l'image de l'entreprise par rapport aux nouveautés occidentales.
Le début du XXIe siècle a marqué le rapide déclin de la société avec le départ en retraite de nombreux employés, le manque d'investissements et des capacités de production limitées.
En 2001, Rocar a signé un contrat avec la ville de Constanta pour livrer 100 autobus et 40 trolleybus. Seulement 15 trolleybus ont été livrés dont 2 partiellement assemblés, ce qui créé le profond mécontentement du client, la compagnie RATC et de la mairie locale, qui avait cru dans les productions des autobus nationaux. La qualité des autobus Rocar MAZ103 livrés à Constanta était très discutable, la rumeur veut que ces bus incomplets ont été retournés à l'usine Rocar, qui ont ensuite été rachetés par RATB pour y être terminés, réparés et mis en service par nécessité. Les trolleybus ont été acceptés par la RATC Constanta parce qu'il y avait un besoin urgent de véhicules et que les délais pour en acheter de nouveaux n'étaient pas compatibles à ce moment-là. La trop faible capacité de production de l'usine Rocar devint flagrante avec l'impossibilité d'honorer ses contrats, perdant constamment des sommes importantes en pénalités et se faisant écarter des appels d'offres nationaux au profit de ses concurrents Astra bus et GrivBus et les constructeurs étrangers Isuzu, MAN, BMC, Iveco, Mercedes, etc. 
En début d'année 2002, les salariés se sont mis en grève, la production a été arrêtée parce qu'ils n'avaient pas touché leur salaire pendant des mois ; la production n'a repris qu'à l'été 2002. Les derniers véhicules ont été livrés fin 2002 et Rocar est devenu insolvable. 
En fin d'année 2002, Rocar a été approchée par le constructeur polonais Solaris Bus, pour faire assembler par Rocar des autobus et des trolleybus en CKD, mais les négociations ont échoué. Les constructeurs occidentaux DAF, Iveco, MAN, Mercedes, Volvo, Renault V.I., Scania, Steyr-Puch, MAZ, Irisbus, Skoda, Irizar ou BMC ont montré un intérêt pour le rachat de Rocar ou la création d'un partenariat, mais les négociations ont échoué à chaque fois. À fin 2002, Rocar n'avait enregistré aucune commande d'autobus et aucune entreprise ne s'intéressa plus à sa reprise au vu de l'importance des dettes accumulées. 
En 2003, Rocar n'a produit aucun autobus. La société a rénové 17 véhicules de l'armée et 7 autres pour le transport des salariés de Dacia Automobiles. À la fin 2003, les pertes cumulées de Rocar s'élevaient à presque 20 millions d'euros, soit 22 fois le capital de la société. La société a été déclarée en liquidation volontaire fin mars 2004. Après la disparition de ROCAR, les seuls constructeurs roumains d'autobus sont GrivBus Bucarest - Ilfov et Astra Bus Arad.
Les fiches techniques et les plans ont été déclarés perdus, ce qui a empêché le suivi en pièces détachées pour la maintenance. Une partie des pièces détachées existantes en stock dans l'usine ont été récupérées par des revendeurs Rocar (peut-être aussi par des créanciers ?. Des autobus inachevés De Simon, ont été récupérés et terminés par des garagistes du réseau ou livrés en pièces détachées pour les véhicules existants. Les anciens modèles d'autobus invendus et en stock sur le parc de l'usine ont été mis au rebut parce sans valeur.

## Production

### Autobus urbains
- MTD - Mao Tze Dun - autobus fabriqué dans les usines Vulcan en 1955-1956. La carrosserie en acier a été construite dans les ateliers centraux ITB et a été montée sur le châssis du camion SR 101 allongé. L'autobus avait une longueur de 8,50 mètres, une largeur de 2,52 m, une hauteur de 2,92 m et était équipé du moteur russe ZIS 120 de 90 Ch. L'autobus pouvait transporter 60 personnes, dont 28 assises.
- TV1 - un des premiers autobus produits par Rocar de 1957 à 1960, construit sur un châssis de camion SR101 et équipé d'un moteur à essence.
- TV2 - autobus construit entre 1960 et 1967 basé sur le châssis de camion SR101. Il a été équipé ensuite avec le moteur plus puissant du SR114. L'architecture était plus moderne avec le moteur placé à l'arrière. Dans les années 1970, de nombreux modèles ont été convertis au diesel D797-05 en raison de la crise pétrolière, et certains modèles ont été convertis au gaz méthane dans les années 1980. Il mesurait 10 mètres de longueur et disposait de 87 + 1 places. Il a également été fabriqué en version trolleybus appelée TV2E.
- TV7 - minibus de 7,00 mètres.
- TV20 - identique au TV2, mais disposant de 90 + 1 places avec un confort accru. Fabriqué de 1969 à 1974, il était construit sur le châssis du SR114, mais a été équipé ensuite avec le moteur diesel D797-05. Les modèles encore en service après 1980 ont été convertis au gaz naturel.
- TV71 - Autobus de type midi produit à partir de 1967 est un TV7 modernisé, équipé du moteur SR-211. Capacité : 29 sièges.
- Roman 112UD - Autobus de 11,40 mètres construit de 1974 à 1990. Il était disponible en version urbain, interurbain et tramway équipés du moteur D2156HMU développant 192 Ch avec une boîte manuelle à 6 vitesses. Certains modèles ont été équipés d'une transmission automatique, leur nombre étant très réduit en raison du surcoût.
- DAC112 UD - Rocar 112 - identique au Roman 112 UD, il a été fabriqué de 1979 à 2000. Il était aussi disponible avec un moteur Turbo de 240 Ch. Boîte de vitesses à 4 ou 6 rapports. Certains modèles ont reçu une transmission automatique, mais très rare en raison du coût très élevé.
- DAC 117 UD - Rocar 117 - DAC 112UD - variante articulée, disponible avec des moteurs MAN D2156HM de 192 Ch et D2156MT Turbo de 240 Ch. Capacité : 144 passagers dont 42 assis.
- Rocar 312U - autobus disponible en version urbain et extra-urbain. Fabriqué de 1993 à 1999. Disponible avec les moteurs D2156HMU de 192 Ch, Turbo 240 Ch et Raba 245 Ch, avec transmission manuelle. Capacité de 103 passagers dont 25 assis.
- Rocar De Simon 412U - aussi simplement appelé Rocar De Simon. Fabriqué de 1994 à 2002 (lorsque l'usine Rocar a fait faillite). Il était disponible dans les variantes 220, 230 et 260 Ch et une boîte automatique. Il existe des variantes avec transmission manuelle. Ce modèle devait remplacer les séries 112 et 212, mais ceux-ci ont été produits en parallèle.
- Rocar 512U - Autobus urbain, un seul exemplaire construit.
- Rocar 612U - Un seul exemplaire construit avec moteur Mercedes.
- Rocar 712U - Rocar Solaris Urbino - Ce devait être le modèle de remplaçant du Rocar De Simon en versions autobus et trolleybus. Un doute demeure sur cet exemplaire unique, est-ce le prototype assemblé en CKD par Rocar ou un exemplaire spécimen importé de Pologne et étiqueté Rocar pour la présentation officielle.
- ROCAR Autodromo 812U - Autobus à plancher bas fabriqué sous licence de l'Autodromo BusOtto Italia. C'était un modèle avec lequel Rocar voulait entrer dans le marché des autobus à plancher surbaissé. Équipé du même moteur que le Rocar De Simon U260. Un seul autobus et un seul trolleybus ont été produits achetés par la RATB de Bucarest. Autobus très moderne, il n'a pas rencontré le succès espéré en raison du prix élevé réclamé par Rocar par rapport aux modèles concurrents de sa propre gamme et de sa faible capacité de production, ainsi que de la concurrence des véhicules d'occasion.
- Rocar 211U - deux exemplaires uniquement ont été fabriqués utilisés très brièvement par la RATB.

### Autocars
- Roman A8 - Autocar scolaire construit sur la base du Roman R 8135, équipé du moteur Saviem 797-05, 6 cylindres en ligne de 5,488 cm3 développant 135 Ch, capacité de 32 passagers.
- Rocar 106 - Minibus équipé du moteur D 127-115 avec une capacité de 18 + 1 passagers.
- Roman 109 RD - Midibus de 9 mètres de longueur équipé d'un moteur Saviem 797-05 Diesel de 135 Ch placé en porte à faux longitudinal à l'arrière. Il a une capacité de 40 passagers.
- Rocar 109 RDM (Montana) - version raccourcie de 50 cm du Roman 109 RD avec un essieu avant rigide à la place de l'essieu à roues indépendantes. Il est équipé des moteurs diesel Saviem 797.05 de 135 Ch et 798.05 de 154 Ch. Il a une capacité de 30 passagers.
- Roman 111 RD - autocar de ligne et tourisme de 11 m de longueur, équipé d'un moteur diesel MAN D-2165 HM 81 U développant 192 Ch, monté à l'arrière, vitesse maximale de 110 km/h. Il a une capacité de 43 sièges.
- Rocar 112 RDT-LD et 112 RDT-M - autocars long-courriers équipés de moteurs MAN D2156 de 215 Ch, D-2536 de 270 Ch et V8-DTA 8 cylindres de 320 Ch. Ils peuvent être équipés de climatisation, lavabo et toilettes en option.
- Rocar 207 - Midibus équipé du moteur D797-05, 6 cylindres en ligne de 5,490 cm3 développant 133 Ch. A été commercialisé aussi en version transport scolaire.
- Rocar De Simon I 410 - Autocar de ligne et de service ministériel de 12 m de longueur, équipé de la climatisation. Il a une capacité de 51 sièges.

### Trolleybus
Tous les trolleybus Rocar ont été fabriqués sur les mêmes châssis que les autobus.
- TV 2 E. - Trolleybus offrant 87 + 1 places, d'une longueur de 10 mètres équipé d'un moteur de 75 kW, vitesse maximale 45-50 km/h. Fabriqué de 1958 à 1967, il a été utilisé dans les compagnies de transport des villes de Bucarest, Constanta, Timisoara, Cluj et Brasov. Il a également été fabriqué dans la version articulée TV2EA. 15 exemplaires ont été produits par URAC-ITB. Il n'a pas été produit en série probablement en raison de la faible capacité de production de l'usine et de ses insuffisances.
- TV20E - trolleybus offrant 90 + 1 places, 10 mètres de longueur équipé d'un moteur de 75 ou 85 kW, vitesse maximale de 50-55 km/h. Fabriqué de 1967 à 1974.
- DAC 112 E Romania - trolleybus moderne avec suspension pneumatique de 100 places de 12 mètres de longueur. Fabriqué sur un châssis MAN de 1975 à 1982. Aussi appelé Roman 112E. Moteur 125 kW type TN76. Vitesse maximale 60 km/h. Il y eut une version économique équipée d'un moteur de 110 kW.
- DAC 112 E - Trolleybus simple de 12 mètres, suspension pneumatique, châssis identique au  CAD 112 E Roumania, mais carrosserie redessinée.
- DAC 117 E/EA - Trolleybus articulé d'une longueur de 17 mètres avec suspension pneumatique. Moteur de 125 kW type TN76 ou de 150 kW type TN81. Vitesse maximale 60 km/h. Plancher bas.
- DAC (Rocar) 212 E - version haute du 112 E lancée à la fin des années 1980 équipé des moteurs de 150 kW 125 TN ou TN 150.
- DAC (Rocar) 217 E - version haute du 117 E, produit à partir de la fin des années 1980 équipé du moteur TN81 de 150 kW. Des moteurs de 180 kW ont également été installés.
- ROCAR 312E - variante trolleybus du Rocar 312 équipée du moteur TN76 de 125 kW et TN81 de 150 kW en option. Vitesse maximale 60 km/h. Utilisé par les transports urbains de villes de : Iasi, Timisoara, Bucarest, Ploiesti et Cluj.
- Rocar De Simon 412 E - version trolleybus du Rocar De Simon 412. Seulement 19 exemplaires ont été produits avec une carrosserie produite sous licence. Exploité par : RATB, 2 exemplaires - CLUJ, 2 ex - Constanta 15 ex, adaptés pour une tension de 825 V. 5 exemplaires à Constanta ont été revendus à Piatra Neamt. Moteur TN 76-125 kW, TN81 / 96-150 kW, ou AC 155 kW.
- Rocar 512 E - trolleybus de 12 mètres basé sur le châssis du 512U. Seulement 9 exemplaires construits, tous exploités par la RATB de 1997 à 2009. Moteur TN76 125 kW, vitesse maximale 60 km/h. Capacité de 88 passagers dont 20 assis.
- ROCAR Autodromo 812 E - trolleybus de 12 mètres à plancher bas construit sous licence de l'Autodromo BusOtto avec un moteur de 155 kW Kiepe Electric. Vitesse maximale 58 km/h. Produit en un seul exemplaire acheté par la RATB, affecté au dépôt de Bujoreni.
- DAC 122E ou 123E - trolleybus de 22/23 mètres, dérivé du DAC 117 E. Il n'y a eu qu'un unique modèle fabriqué par URAC au milieu des années 1980, est resté en service à la RATB jusqu'à mi-2000. le gros avantage de ce véhicule était sa capacité de transport avec près de 200 passagers, mais présentait de nombreux inconvénients, sous motorisé avec son moteur TN76 de 125 kW du 112/117 DAC, poids trop élevé, faible vitesse, difficulté de circulation en ville avec ses deux articulations, difficultés dans les montées.
- DAC (Rocar) 318 ET - Trolleybus de 18 mètres équipé de deux ponts moteurs et de deux moteurs TN 76 de 125 kW. Capacité de transport jusqu'à 200 passagers. Un seul prototype a été produit.
- DAC (Rocar) 317 E - Ce n'est pas la version articulée du 312 E mais est similaire aux 117 et 217 E, équipé du moteur TN96 de 150 kW. Beaucoup ont été exportés, mais également utilisés en Roumanie par RATB et Timisoara.

### Petits utilitaires
- TV41 / 41C - Véhicule utilitaire disponible dans les versions fourgonnette, microbus, de camionnette, et d'ambulance. Construit sur le châssis de l'IMS 207, véhicule dérivé du GAZ 69 équipé d'un moteur essence de 70 Ch, produit de 1968 à 1973 et exporté en Hongrie, Allemagne de l'Est, Tchécoslovaquie et Pologne. La charge utile était d'environ 1 000 kg et le poids tractable de 750 kg. Dans les années 1970, en raison de la crise du pétrole, beaucoup de ces véhicules ont été équipés de moteurs diesel 3 cylindres de 45 Ch, U445 ou D127.
- TV 51/51C - Variante 4x4 du TV41.
- TV12 - Utilitaire disponible en version fourgonnette, minibus, camionnette et ambulance. Produit à partir de 1973, avec une carrosserie semblable aux TV41 et TV51 et à la série TV12. Modèle moderne pour l'époque avec sa coque autoporteuse. Avec un charge utile de 1 200 kg, lors de son lancement, il était équipé uniquement du moteur essence ARO L25. Une option avec moteur diesel sera proposée plus tard. De nombreux exemplaires ont été exportés en Allemagne de l'Est et en Tchécoslovaquie, où les versions diesel ont été particulièrement appréciées car tous les autres constructeurs de l'Est ne proposaient que des moteurs à essence : Barkas en Allemagne de l'Est, FSO-ZUK en Pologne, Skoda en Tchécoslovaquie et les Soviétiques ZIS, GAZ ou UAZ. Les versions diesel n'ont fait leur apparition qu'après 1990.
- TV14 / TV15 - Très similaires au TV12, mais avec une charge utile de 1 400 et 1 500 kg. Fabriqué de la fin des années 1980 à 1990, ces véhicules étaient équipés des moteurs D27 et D127, mais aussi Renault en option. La boîte de vitesses à 5 rapports était optionnelle, tout comme la direction assistée. Installation électrique 24 V en option
- TV35 - disponible en versions version minibus de 22 places, camionnette, fourgonnette. Avec une charge utile de 1 800 kg, il est facilement reconnaissable avec son empattement long et son essieu arrière jumelé. Après 1990, le modèle a enfin été doté de freins à disque sur l'essieu avant. Il est disponible avec l'installation électrique 12 V ou 24 V.
- TV320 - disponible en version camionnette, fourgon, break familiale et ambulance, il est construit à partir d'un châssis ARO 24 allongé et modifié appelé Rocar Aro 32. Après la disparition de Rocar, cette série a été fabriquée par ARO en petit nombre, principalement des commandes spéciales.